# Sjösättningsramp

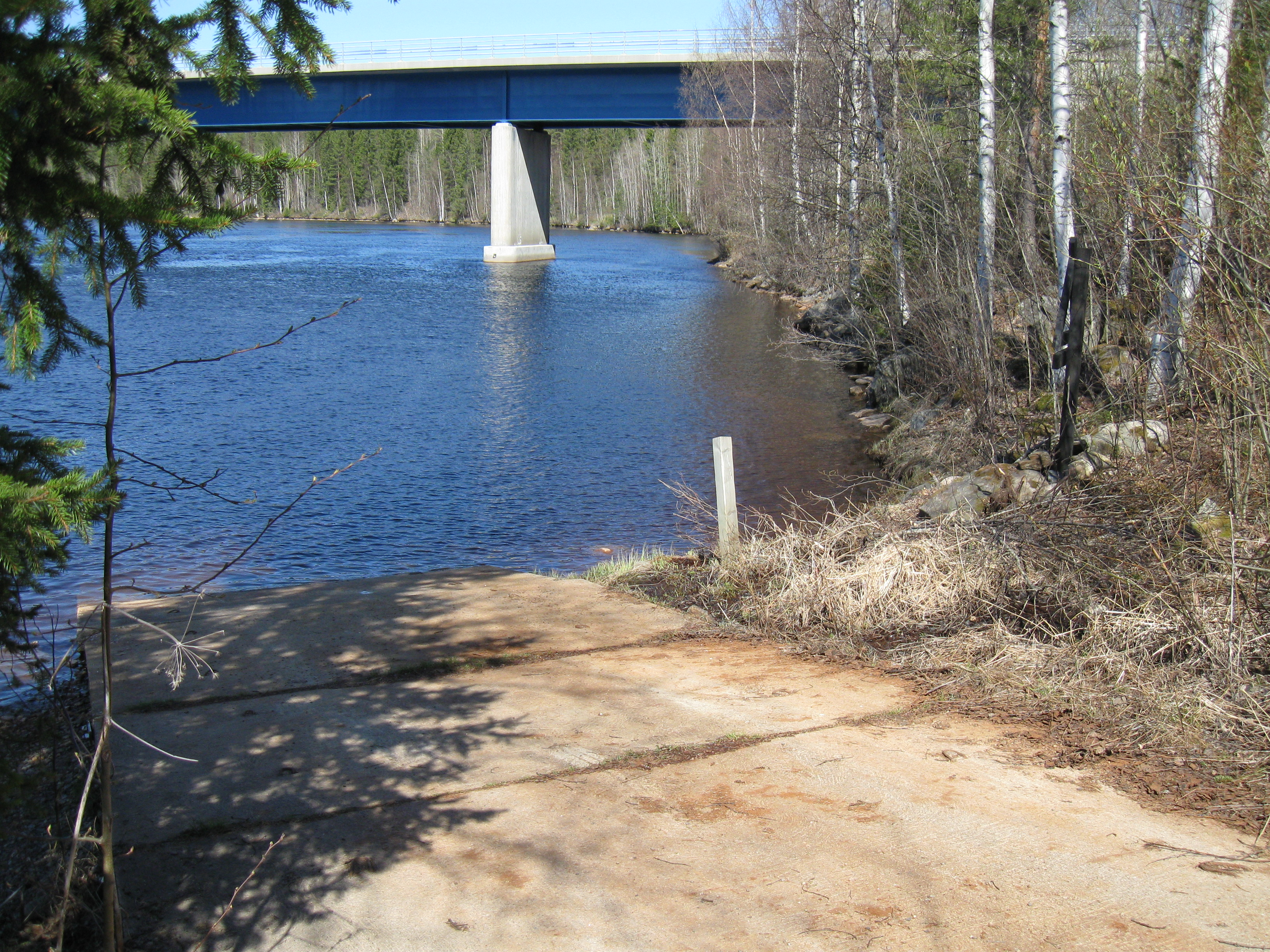
Ramp vid Ule älv i Utajärvi, Finland.

En sjösättningsramp är en sluttande yta ner i vattnet som används vid sjösättning och upptagning av mindre båtar.
Sjösättningsrampens yta kan bestå av asfalt, betong, grus eller annat material. Viktigt är att det är en grov yta som ger god friktion mot dragfordonets däck.
Ramperna kan ägas av båtföreningar, markägare, kommuner etc och syftet kan variera. T.ex. finns ramper för räddningstjänstens båtar.
De flesta ramperna är fria att använda mot en mindre avgift, medan vissa endast får brukas av föreningens medlemmar. Ofta är då dessa stängda med en låst bom.